# Pearl (fabricante de instrumentos musicales)
Pearl es una empresa multinacional japonesa, que fabrica varios productos musicales, entre los cuales destaca la batería.

## Historia
La empresa entró en funcionamiento el 2 de abril de 1946, en la ciudad de Tokio, gracias a Katsumi Yamagisawa. En 1957, el hijo mayor de Katsumi fue el responsable de la expansión de la compañía.

## Miembros de banda suministrados por Pearl (Lista pequeña)
| Batería            | Banda                   |
| ------------------ | ----------------------- |
| Randy Black        | Primal Fear             |
| Daniel Erlandsson  | Arch Enemy              |
| Jon Farriss        | INXS                    |
| Ben Johnston       | Biffy Clyro             |
| Tico Torres        | Bon Jovi                |
| Colin Newton       | Idlewild                |
| Ian Paice          | Deep Purple             |
| John Bradbury      | The Specials            |
| Michael Thomas     | Bullet for My Valentine |
| Joey Jordison      | Slipknot                |
| Todd Sucherman     | Styx                    |
| Michael Cartellone | Lynyrd Skynyrd          |
| Tonmi Lillman      | Lordi                   |
| Marky Ramone       | Ramones                 |
| Mike Mangini       | Dream Theater           |
| Ray Luzier         | KoRn                    |
| Mike Wengren       | Disturbed               |
| Shinya             | Dir en Grey             |
| Jen Ledger         | Skillet                 |
| Tommy Lee          | Mötley Crüe             |
| Shinya Yamada      | Luna Sea                |
| Eric Singer        | Kiss                    |
| Jason Hartless     | Solista                 |
| André Mattos       | Trazendo a Arca         |
| Denis Barthe       | Noir Désir              |